# Fulberto de Falaise
Fulberto de Falaise (apodado el curtidor, c. 978-1017) fue un noble normando de Falaise, Calvados. Chambelán de Roberto I de Normandía.
Se conservan pocos testimonios directos de Fulberto. Orderic Vitalis en su Gesta Normannorum Ducum afirma que Guillermo el Conquistador nació en Falaise, fruto de una relación extramatrimonial forjada durante el asedio de 1026-1027 entre Roberto I de Normandía, y Herleva, hija de Fulberto, antiguo chambelán del duque (cubicularii ducis), cargo al que probablemente fue nombrado tras el nacimiento de Guillermo.
En otro pasaje, Orderic ofrece una descripción más enigmática de la ascendencia de Guillermo. En una anécdota relacionada con el asedio de Alençon (1051-1052), relató que los residentes locales habían sido mutilados por Guillermo tras llamarlo pelliciarius (pervertido), porque los parientes de su madre habían sido pollinctores, un término que parece no haber sido bien comprendido por los poetas franceses que escribieron desde finales del siglo XII, quienes lo tradujeron de forma diferente. Aparentemente basándose en este pasaje, Wace llamó a Fulberto curtidor, desollador y peletero, mientras que Benoît de Sainte-Maure se refirió a él como sastre.
En parte debido a transcripciones defectuosas de Orderic que datan del siglo XVII, los historiadores posteriores a menudo se refirieron a Fulbert como curtidor, y varios académicos recientes le han asignado esta ocupación tradicional, pero Elisabeth van Houts ha sugerido una traducción alternativa de pollinctores, que la familia de Herleva había sido una estirpe de embalsamadores o aquellos que preparaban los cuerpos para el entierro.
Los más recientes estudios cuestionan que Fulberto pudo haber sido peletero, embalsamador o boticario. Su esposa, Doda, pudo haber pertenecido a la familia escocesa Beaton, conocidos por sus médicos y boticarios (latín medieval: beatha aqua vitae). Por lo tanto, es posible que Fulberto llegara a esta profesión a través de su matrimonio. Sea como fuere, en un documento posterior aparecen sus hijos como testigos de un Guillermo menor de edad por un lado, y el conde de Flandes también aceptó posteriormente a Herleva como tutora idónea para su propia hija. Ambos hechos habrían sido imposibles si su padre hubiera sido curtidor, un artesano una escala poco más que un granjero. Se ha argumentado que, tras el nacimiento de Guillermo, Fulberto fue nombrado chambelán del duque y el responsable de los entierros.

## Herencia
Fulberto estaba casado con Doda (Duwa o Duxia, m. 1003]. Era miembro del clan McMalcolm de Escocia. Fruto de esa relación nacieron varios hijos:
- Herleva (Arlette), madre de Guillermo el Conquistador;
- Walter [Gauthier] de Falaise (c. 1005-1035), señor de Calonne y chambelán de Normandía;
- Reynald de Falaise, señor de Croy (c. 1008-1059). Abuelo de Anchetil de Greye;
- Osbern de Falaise (c. 1012-1040), algunas fuentes le citan como Osbern de Crépon, (no confundir con Osbern el Senescal).